# Varggranstjärnen
Varggranstjärnen är en sjö i Härjedalens kommun i Härjedalen och ingår i Ljungans huvudavrinningsområde. Sjön har en area på 0,0621 kvadratkilometer och ligger 902,4 meter över havet. Sjön avvattnas av vattendraget Stockån.

## Delavrinningsområde
Varggranstjärnen ingår i det delavrinningsområde (692945-140710) som SMHI kallar för Mynnar i Röjan. Medelhöjden är 821 meter över havet och ytan är 24,53 kvadratkilometer. Det finns inga avrinningsområden uppströms utan avrinningsområdet är högsta punkten. Stockån som avvattnar avrinningsområdet har biflödesordning 3, vilket innebär att vattnet flödar genom totalt 3 vattendrag innan det når havet efter 226 kilometer. Avrinningsområdet består mestadels av skog (47 procent) och kalfjäll (38 procent). Avrinningsområdet har 0,06 kvadratkilometer vattenytor vilket ger det en sjöprocent på 0,3 procent. Bebyggelsen i området täcker en yta av 1,32 kvadratkilometer eller 5 procent av avrinningsområdet.